# Samurai Deeper Kyō
Samurai Deeper Kyō (jap. サムライ ディーパー キョウ Samurai Dīpā Kyō) – 38-tomowa manga autorstwa Akiminego Kamijō, stanowiąca jak do tej pory jedyny jego projekt. Ta manga typu shōnen należy do gatunku ecchi. Jej akcja rozgrywa się cztery lata po bitwie pod Sekigaharą. Fabuła mangi jest fikcyjna, osadzona w realiach historycznych feudalnej Japonii. Głównym bohaterem jest Onime no Kyō (鬼眼の狂; w wolnym tłumaczeniu: Demonooki Kyo), który przejmuje kontrolę nad ciałem Kyoshiro Mibu, który to wcześniej pokonał Kyō.